# 椎名くんの鳥獣百科
『椎名くんの鳥獣百科』（しいなくんのとりけもひゃっか）は、十月士也による日本の漫画作品。『月刊コミックアヴァルス』（マッグガーデン刊）にて、2010年11月号から連載を開始。のちに『Webコミック Beat's』（現MAGCOMI）に移籍し、2017年8月に完結した。5巻以降はドラマCD付き初回限定版が恒例化した（計6回）。

## あらすじ
山裾大学の助教を務める椎名了は”動物博士”になるため大学で動物たちの研究をしている。幼馴染の花千歳や研究室の同僚である南圭一などの仲間たちと日々探求を重ね、次々と起こる難題をクリアしていく。

## 登場人物
声は初回限定版コミックスに付属するドラマCDのもの。
椎名 了（しいな りょう）
声 - 小野大輔
主人公。28歳、山裾大学理学部生物学科助教。黒髪に長身、眼鏡の青年。無愛想で冷静沈着。また生真面目で、正義感が強い。料理が得意なこと、日常的に花の世話を見ているために世話焼きなことで南からは「オカン」と称されている。目標は、「自然界の真理を全て解き明かす」こと。またいつか動物博士になることを目指している。
花 千歳（はな ちとせ）
声 - 福山潤
35歳、准教授。超虚弱体質の天才学者。体質のせいか薄桃がかった白髪で、癖毛。いつも笑顔を絶やさない。のんびりとしているが、友達のこととなると本気で怒ったりもする。アレルギー性の喘息を持つほか、怒った後に貧血を起こしたり体温調節ができなかったりと病弱であるにも関わらず、あまり自覚がないのか生活力に欠け、日常的に椎名の世話になっている。好物はお菓子で、そのことで椎名に怒られていることもある。
人をあだ名で呼ぶ癖があり、椎名を「しーちゃん」、南を「みなみん」と呼ぶ。
研究対象はペンギン。大学内では花とペンギンの散歩が風物詩となっている。
南 圭一（みなみ けいいち）
声 - 遊佐浩二
准教授。花と同期。少し長めの黒髪と、関西弁が特徴。女性にモテるため、噂話がちらほら流れている。女性問題が多数だが、陽気な性格で人情に厚い。若干のナルシスト。研究対象はフクロウ。
森 みなと（もり みなと）
声 - 岡本信彦
大学院生。ツンツンとはねた髪で金髪。いつも元気な若者。椎名や南の授業のアシスタントや、花の研究のサポートを行う。能天気で日和見。よく南を茶化しては殴られている。実は臆病で、幽霊の噂に怯えたり、メンフクロウやハシビロコウを相手に気絶するほど。

## 書誌情報
- 『椎名くんの鳥獣百科』 マッグガーデン〈アヴァルスコミックス〉（第1巻 - 第8巻）→〈ビーツコミックス〉（第9巻 - 第10巻）、全10巻
  1. 2011年7月15日発売、ISBN 978-4-86127-863-1
  2. 2011年10月15日発売、ISBN 978-4-86127-909-6
  3. 2012年7月14日発売、ISBN 978-4-8000-0026-2
  4. 2013年5月14日発売、ISBN 978-4-8000-0130-6
  5. 2014年3月14日発売、ISBN 978-4-8000-0274-7
    - 『ドラマCD付き初回限定版』 同日発売、ISBN 978-4-8000-0247-1

  6. 2014年11月14日発売、ISBN 978-4-8000-0380-5
    - 『ドラマCD付き初回限定版』 同日発売、ISBN 978-4-8000-0355-3

  7. 2015年7月14日発売、ISBN 978-4-8000-0481-9
    - 『ドラマCD付き初回限定版』 同日発売、ISBN 978-4-8000-0448-2

  8. 2016年5月14日発売、ISBN 978-4-8000-0578-6
    - 『ドラマCD付き初回限定版』 同日発売、ISBN 978-4-8000-0532-8

  9. 2017年3月14日発売、ISBN 978-4-8000-0666-0
    - 『ドラマCD付き初回限定版』 同日発売、ISBN 978-4-8000-0644-8

  10. 2017年11月14日発売、ISBN 978-4-8000-0731-5
    - 『ドラマCD&ミニ画集付き初回限定版』 同日発売、ISBN 978-4-8000-0705-6